# Long Tall Sally (EP)
A Long Tall Sally volt a címe a Beatles első középlemezének. Ez a lemez volt a Egyesült Királyságvan először megjelent középlemez, amelyen teljesen új számok voltak. A lemezt később George Martin feldolgozta CD-re és 1988-ban kiadta a Past Masters, Volume One összeállításban.

## Dalok

### A oldal
1. "Long Tall Sally" (Johnson-Penniman-Blackwell) – 2:03
2. "I Call Your Name" (Lennon/McCartney) – 2:09

### B oldal
1. "Slow Down" (Williams) – 2:56
2. "Matchbox" (Perkins) – 1:58

## Egyéb kiadások
- Az Amerikai Egyesült Államokban a dalok a The Beatles' Second Albumon ("Long Tall Sally" és az "I Call Your Name") és a Something New ("Slow Down" és a "Matchbox") albumon jelentek meg.
- Kanadában az első két szám az The Beatles' Long Tall Sally-n jelent meg.